# هذا الرجل اسمه فلينستون
هذا الرجل اسمه فلينستون (بالإنجليزية: The Man Called Flintstone) هو فيلم رسوم متحركة موسيقي كوميدي من إنتاج هانا-باربيرا برودكشن وتوزيع من قبل شركة كولومبيا بيكتشرز , و يعتبر الفيلم الثاني فيلم مسرحي بعد فيلم مرحبا، إنه الدب يوغي! من إنتاج هانا-باربيرا , أدير من قبل مؤسسي الاستوديو ويليام هانا وجوزيف باربيرا من سيناريو هارفي بولوك وآر. إس. ألين .
استنادًا من المسلسل كرتوني التلفزيوني ذا فلينستون الحبكة عبارة عن محاكاة ساخرة لأفلام التجسس، وفي المقام الأول تلك التي يظهر فيها جيمس بوند.

## روابط خارجية
هذا الرجل اسمه فلينستون على موقع IMDb (الإنجليزية)
- هذا الرجل اسمه فلينستون على موقع روتن توميتوز (الإنجليزية)
- هذا الرجل اسمه فلينستون على موقع نتفليكس (الإنجليزية)
- هذا الرجل اسمه فلينستون على موقع Turner Classic Movies (الإنجليزية)
- هذا الرجل اسمه فلينستون على موقع أول موفي (الإنجليزية)
- هذا الرجل اسمه فلينستون على موقع فيلمافينيتي (الإسبانية)
- هذا الرجل اسمه فلينستون على موقع قاعدة بيانات الفيلم (الإنجليزية)
- هذا الرجل اسمه فلينستون على موقع ليتربوكسد (الإنجليزية)
- هذا الرجل اسمه فلينستون على موقع كينوبويسك (الروسية)